# Паргеваканк
Паргеваканк (арм. Պարգևականք) — один из основных видов землевладения в средневековой Армении. Суть паргеваканка состояла в том, что феодалы, помимо собственных земель, имели земли «в постоянном владении», которые они получали от правителя по двум основаниям — по должности либо за определённые заслуги. Эти земли могли передаваться по наследству, но их нельзя было купить, продать или подарить кому-либо. Это был подход, выражавший феодальную зависимость, его дозволялось применять не только к азатам — классу из сословия феодалов, но и к шинаканам — сельским людям.
Паргеваканк в большей степени был схож с римским бенефицием.
Мхитар Гош в своём судебнике постановил, что если шинаканы своими средствами и своим трудом возделают запущенные земли и восстановят разрушенные постройки, то эти земли и постройки станут их собственностью и будут передаваться по наследству. Феодал мог конфисковать это имущество лишь в одном случае — если шинакан совершил тяжкое преступление. Если рассматривать эту норму в свете исторических событий средневековой Армении, когда страна переживала разрушительные нашествия иноземцев, то можно понять, какую гибкость проявил Гош, стремясь поставить правовые механизмы на службу встававшим перед страной важным задачам, в частности восстановлению разрушенного.